# Jasenská dolina
Jasenská dolina – dolina w Wielkiej Fatrze na Słowacji. Znajduje się w jej zachodniej, „turczańskiej” gałęzi. Ma wylot w miejscowości Belá-Dulice. Dolina jest stosunkowo krótka i kręta. Biegnie w głąb Wielkiej Fatry w kierunku wschodnim, potem północno-wschodnim i powyżej zabudowań wsi Turčianske Jaseno znów zmienia kierunek na wschodni. Lewe (orograficznie) zbocza doliny tworzą szczyty Medzijarky (769 m), Babia hora (680 m), Lysec (1381 m) i grzbiet łączący go z Małym Lyscem (Maľý Lysec). Zbocza prawe tworzy Jarabiná (1314 m), Kečka (1139 m), Končitý vrch (1097 m), Tisové (1023 m) i Hradište (695 m). Górna część Jasenskiej doliny to Hornojasenská dolina (Hornojasenská dolina). Jej orograficznie lewe zbocza tworzy Grúň – północno-zachodni grzbiet Lysca.
Dolina jest głęboko wcięta w wapienne skały otaczających ją szczytów. Jej dnem spływa potok Vôdky. Zbocza porasta las, stosunkowo szerokie dno w dolnej części doliny jest bezleśne, zajęte przez pola i zabudowania ośrodka Kašová. Znajduje się tutaj centrum narciarskie Jasenská dolina z wyciągami i trasami zjazdowymi na północnych stokach grzbietu Babiej hory (671 m). Przy centrum działają pensjonaty „Babia hora” i „Jarabina”, restauracja, kawiarnia. Ok. 1,3 km dalej w górę doliny znajduje się schronisko turystyczne chata Lysec (w 2019 r. jest nieczynne, w przebudowie). Przy schronisku znajduje się parking; do tego miejsca wolno dojechać samochodem, dalsza część doliny jest zamknięta dla ruchu samochodowego. Dnem doliny prowadzi niebieski szlak turystyki pieszej i rowerowej, przy schronisku chata Lysec odgałęzia się od niego krótki, żółty szlak łącznikowy.

## Szlaki turystyczne
Belá-Dulice – Kašová – chata Lysec – Lysec – Grúň – Maľý Lysec. Odległość 12,2 km, suma podejść 1163 m, czas przejścia 4,40 h, ↓ 4,05 h
  chata Lysec – Mažiarky (skrzyżowanie z niebieskim szlakiem ze Sklabiny na Jarabinę). Odległość 1,1 km, suma podejść 165 m, czas przejścia 30 min, ↓ 20 min h
 odcinek: Turčianske Jaseno –  Mažiarký – Tisové – Sklabinská dolina – Sklabiňa.

## Galeria

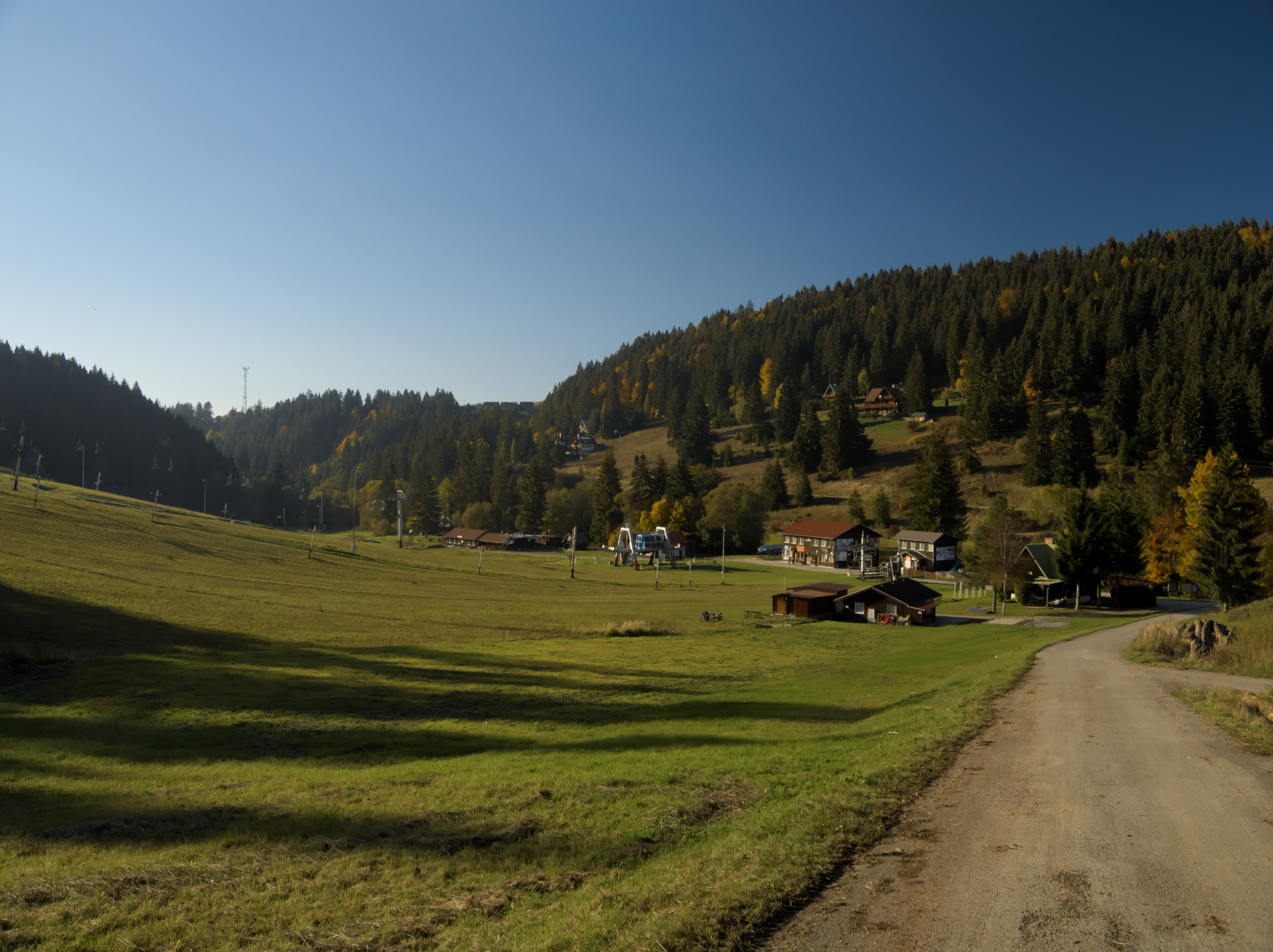
Wylot doliny
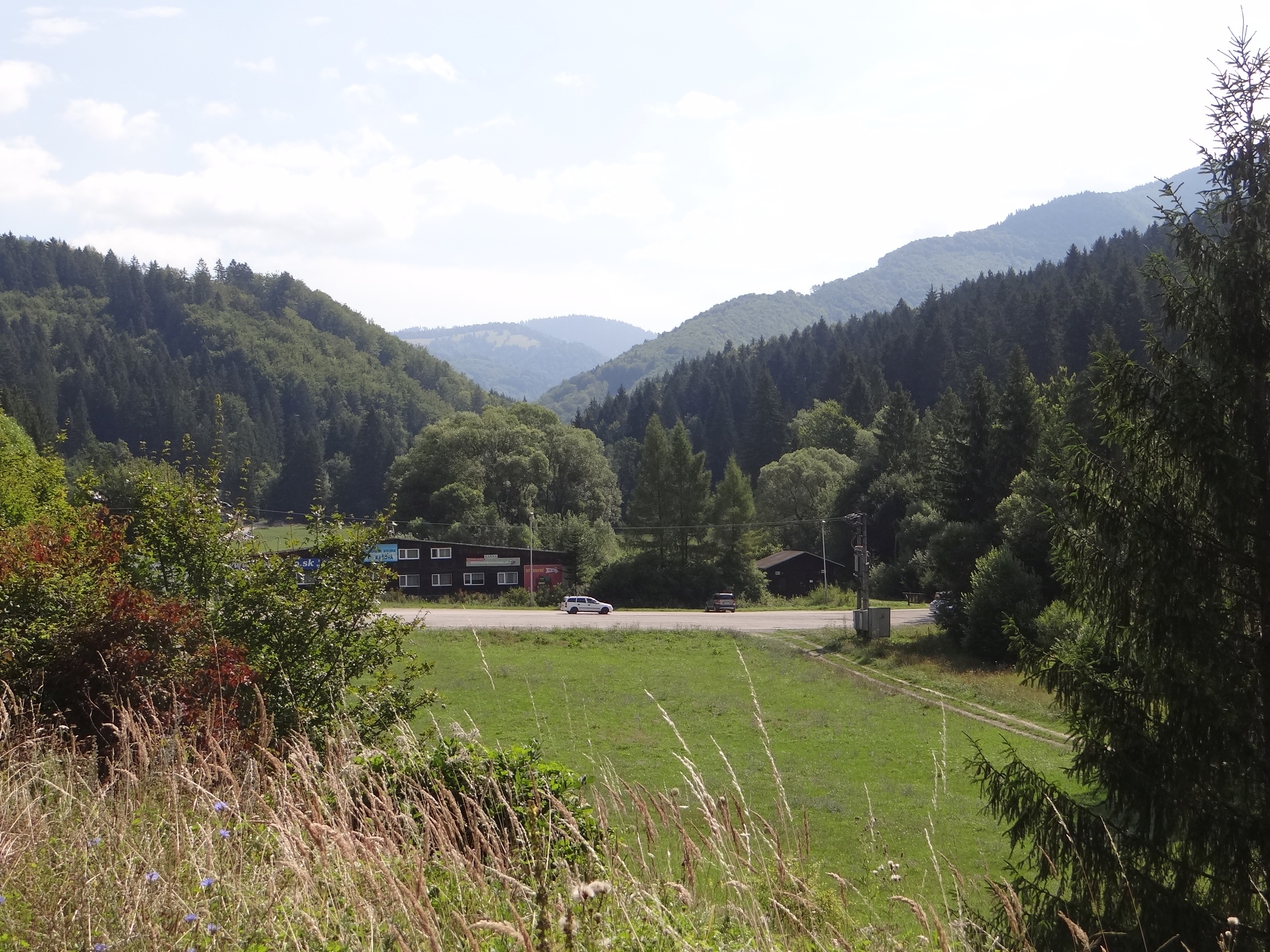
Jasenská dolina
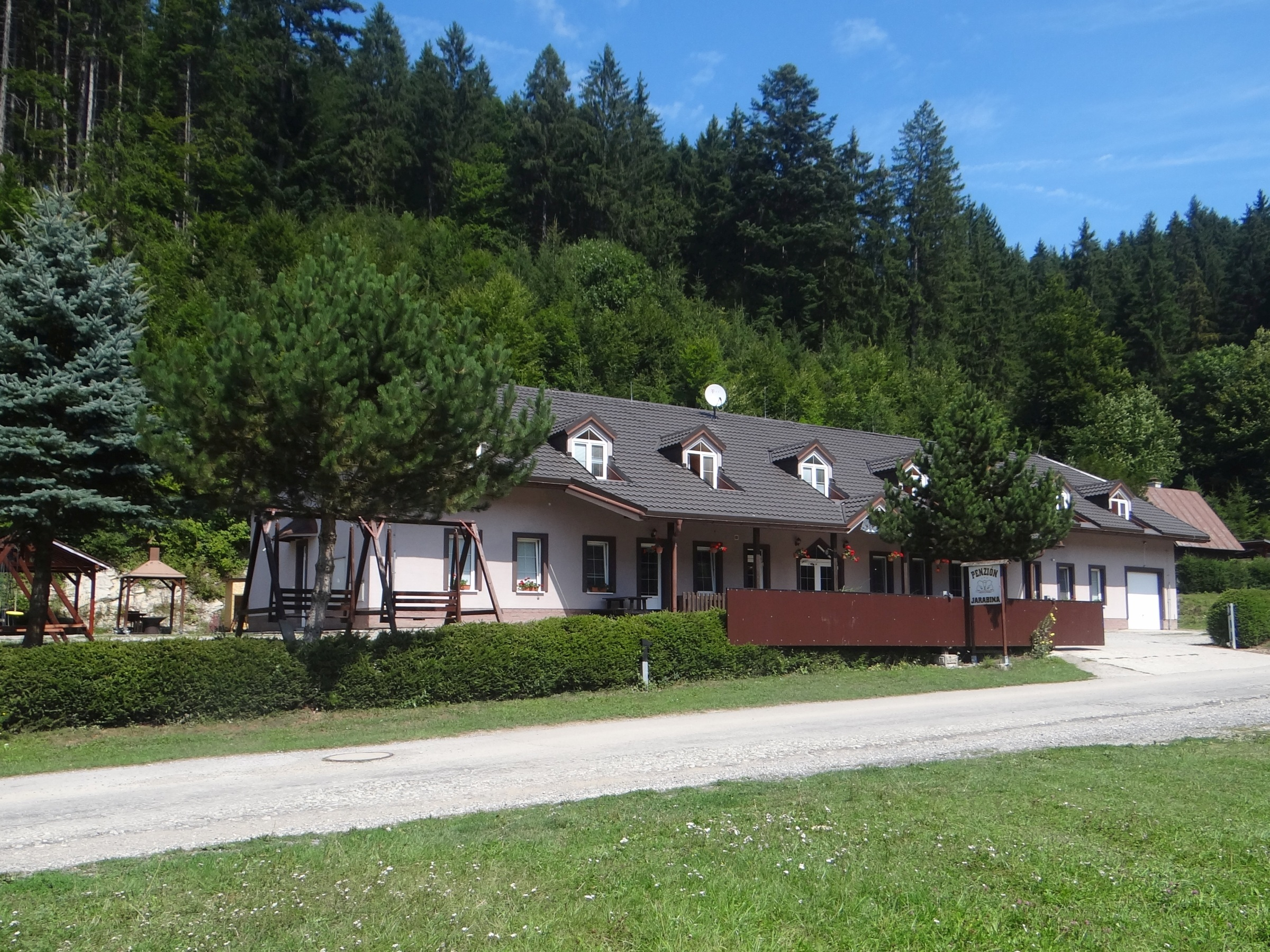
Kašová
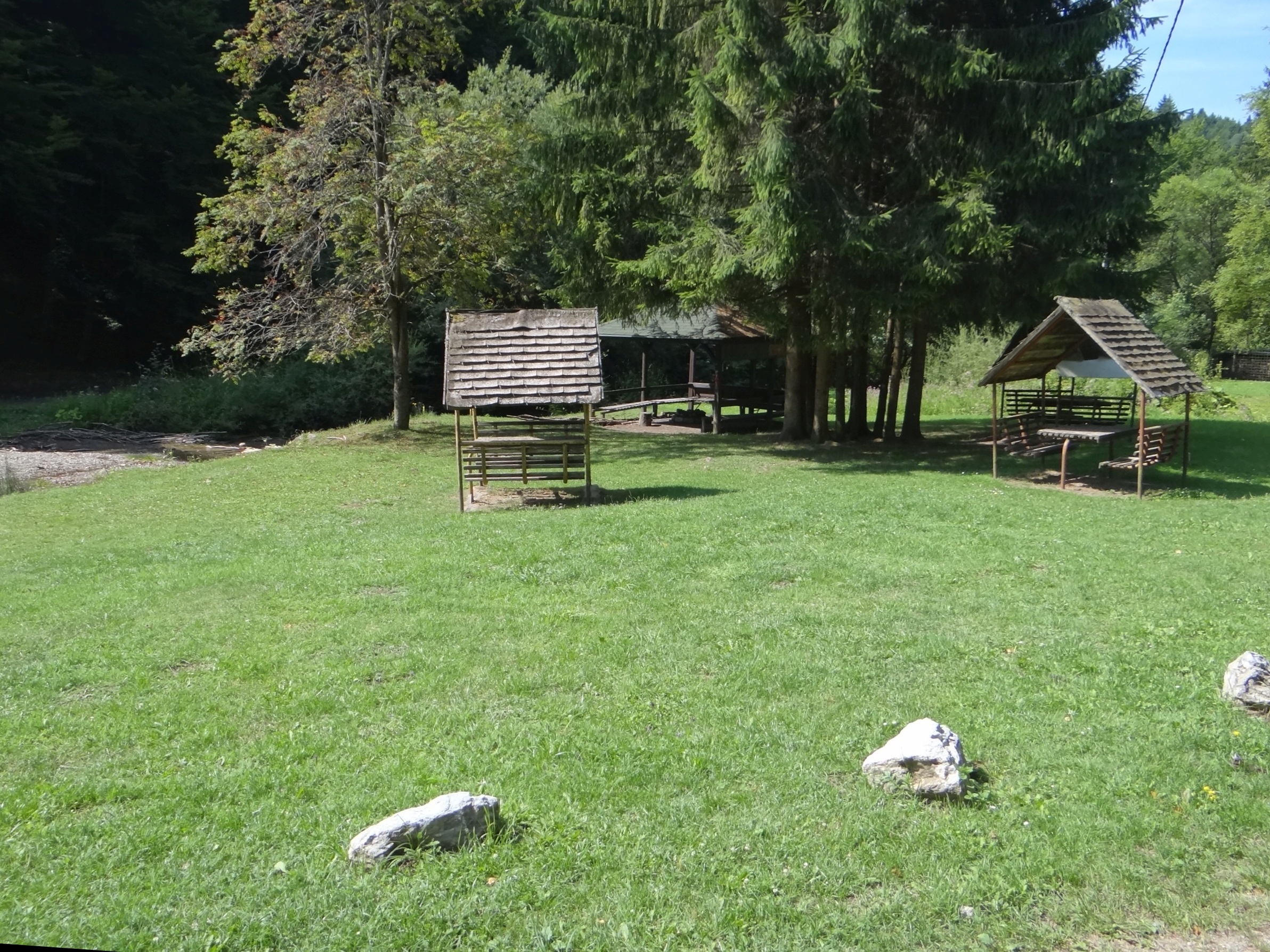
Przy chacie Lysec
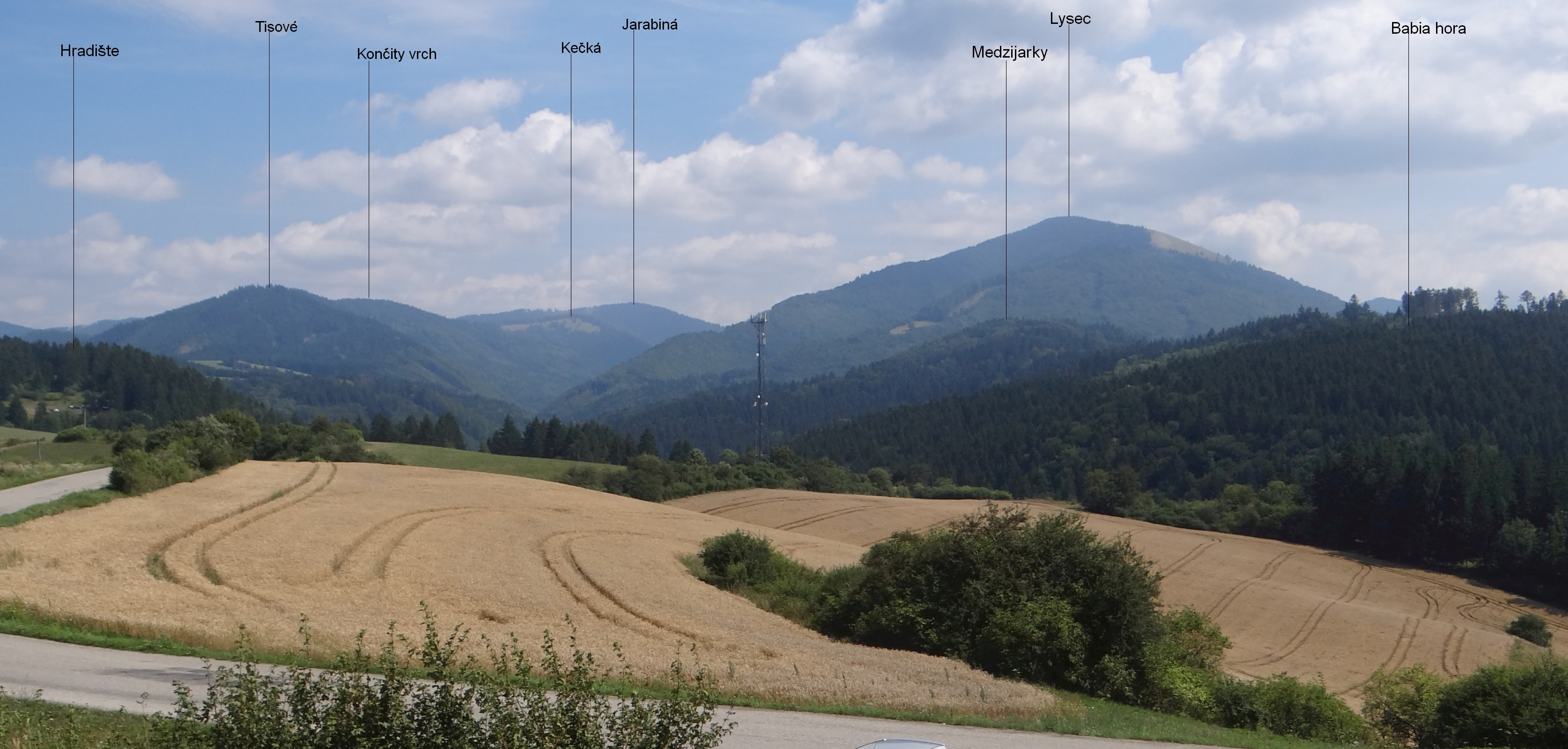
Panorama Jasenskiej doliny z opisanymi szczytami